# Haya Harareet
Haya Harareet (Hebreeuws: חיה הררית) (Haifa (Brits mandaatgebied Palestina), 20 september 1931 – Marlow (Buckinghamshire), 3 februari 2021), soms ook  Haya Hararit genoemd, was een Israëlische actrice, vooral bekend van haar vertolking van de rol van Esther in de film Ben Hur (1959). Ze speelde hier met Charlton Heston.

## Levensloop
Haya Harareet begon haar carrière in de Israëlische cinema, waar ze speelde in films zoals Hill 24 Doesn't Answer (1955).  Daarnaast speelde ze in Italiaanse films zoals Francesco Maselli's La donna del giorno (1956). Haar bekendheid heeft ze vooral te danken aan haar rol als Esther in Ben Hur. Haar acteurscarrière daarna was van korte duur; na 1964 heeft ze niet meer in films gespeeld.
- Bibliothèque nationale de France: cb14049844j (data)
- Catàleg d'autoritats de noms i títols de Catalunya: 981058513146206706
- Gemeinsame Normdatei: 129722774
- International Standard Name Identifier: 0000 0001 0914 4308
- Library of Congress Control Number: no97023381
- Nationale Bibliotheek van Tsjechië: xx0183704
- Nationale Bibliotheek van Israël: 987007315290505171
- Système universitaire de documentation: 068725477
- Trove: 1138142
- Virtual International Authority File: 71595219
- WorldCat: E39PBJf4ggBjXX6wMfMcc734v3